# NGC 2187
NGC 2187 је спирална галаксија у сазвежђу Златна риба која се налази на NGC листи објеката дубоког неба.
Деклинација објекта је - 69° 34' 40" а ректасцензија 6h 3m 52,4s. Привидна величина (магнитуда) објекта NGC 2187 износи 12,3 а фотографска магнитуда 13,2. NGC 2187 је још познат и под ознакама ESO 57-68, AM 0604-693, IRAS 06041-6934, PGC 18354.